# Девід Лоу
Девід Лоу  (англ. David Lowe, 28 лютого 1960) — британський плавець, олімпійський медаліст.

## Виступи на Олімпіадах
| Олімпіада         | Дисципліна                            | Місце     |
| ----------------- | ------------------------------------- | --------- |
| Москва 1980       | плавання на 100 метрів, батерфляй     | 5 h2 r2/3 |
| Москва 1980       | комплексна естафета 4 × 100           | 3         |
| Лос-Анджелес 1984 | плавання на 100 метрів вільним стилем | 11        |
| Лос-Анджелес 1984 | естафета 4 × 100 вільним стилем       | 5         |
| Лос-Анджелес 1984 | комплексна естафета 4 × 100           | 6         |